# أكرم ماغ
أكرم ماغ (بالفرنسية: Akram MAG)‏ مغني تونسي شارك في عديد الأغاني مع بلطي و كلاي ببج.

## أعماله
- C2018Chann3
- MAMA (بالتشارك مع ماستر سينا) 2017
- روحي 2017
- سامحني ربي 2016
- ما غضنيش 2016
- يا صاحبي 2015
- شافوني زوالي 2015
- رقراقي ستيل 2014
- حسيبكم الله 2013
- تحية للأحرار 2012 [2]